# 渤海海峡トンネル

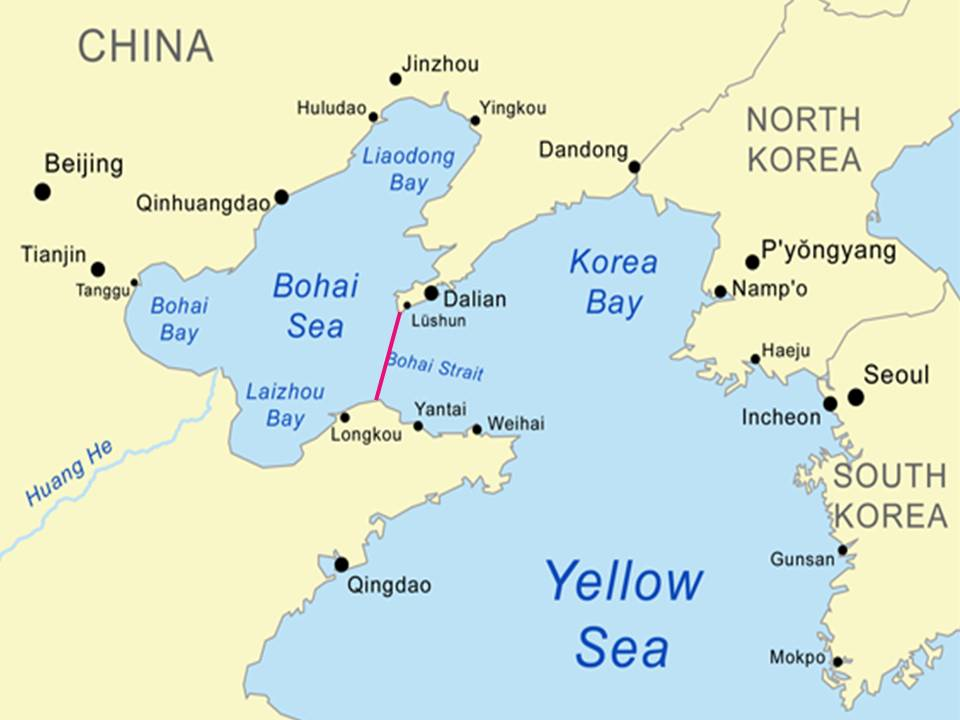
渤海トンネルは黄海（Yellow Sea）から渤海（Bohai Sea）への入り口である渤海海峡にトンネルと橋で敷設され、大連（地図の上部）と煙台（下部）を結ぶ案で、最短ルートを赤線で示す。

渤海海峡トンネル（ぼっかいかいきょうトンネル、中国語: 渤海海峡跨海通道）は、以前大連・煙台海底トンネルとも呼ばれていたもので、中国遼寧省大連市と山東省煙台市間の渤海海峡を海底トンネルと海上橋で結ぶ国家計画案である。　
もし計画が正式に承認されて建設されれば、北部の老鉄山水路のトンネル部分（90キロメートル）と南部の廟島群島間の橋を含めて120キロメートルを超える海峡鉄道建造物になり、英仏海峡トンネル（全長は50.5km、海底部分は37.9km）、青函トンネル（全長は53.85km、海底部分は23.30km）をはるかに超えた海峡鉄道建造物になる。中国鉄路高速の一部であるだけでなく、鉄道で車両を運ぶので中国の高速道路のG15瀋海高速道路の一部扱いとなり、現在渤海鉄道フェリーで8時間かかっているのが40分に短縮される。
2014年時点で、少なくとも4つの案があり、いずれも鉄道で列車、車両、旅客を運ぶ構想であったが、また経済効果不明や時期尚早としての反対意見もあった。しかし2019年5月に、国家発展改革委員会に計画案が正式に提出されたので、もし第13次五カ年計画に入れば、2020年に着工して、完工が2039年となる可能性もある。